# Простор (парк)

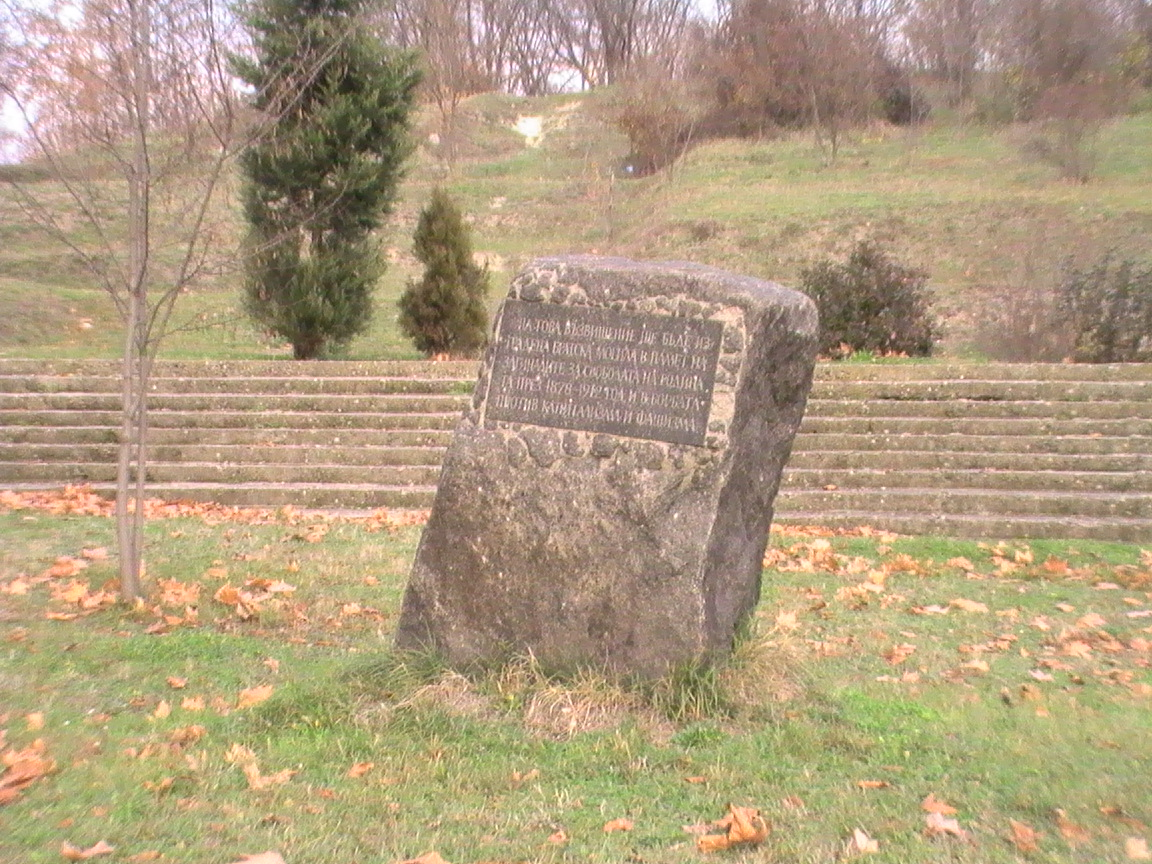
Надпись на камне: «На этом возвышении будет построена братская могила в память погибших за свободу и родину в 1878—1912 году и в борьбе против капитализма и фашизма». Юго-восточная окраина парка «Простор».

Просто́р (болг. Простор) — крупнейший парк в городе Кырджали (южная Болгария), открыт в 1961 году. В парке расположены стадион «Арена Арда», Детская железная дорога, публичная астрономическая обсерватория, аттракционы и прогулочные дорожки. К северу к парку примыкает территория детского комплекса.
В 1970-е предполагалось, что парк Простор будет продолжен в виде зелёного массива дальше на запад вплоть до водохранилища Кырджали. Этим планам не суждено было сбыться.

## Пожары
В 2006 году часть парка в северной его части выгорела, в тушении пожара принимали участие добровольцы-горожане. Позже на выгоревшем участке были посажены новые деревья — в том числе 35 кедров, высаженные подростками из клуба экологов «Йовковцы».

## Достопримечательности
Детская железная дорога пронизывает весь парк насквозь, она была открыта в сентябре 1962 года и стала первой в Болгарии детской железной дорогой. Заброшенная в 90-х, детская дорога снова заработала 7 сентября 2006 года. К открытию были отремонтированы путь и тоннель, обновлены локомотив и вагончики. Старый подвижной состав требует постоянного ремонта, так поломка локомотива в октябре 2016 года остановила работу дороги до августа 2017.
В 2013 году в парке установлен настоящий самолёт МиГ-21 с бортовым номером № 101, списанный из военно-воздушных сил Болгарии. На самолёт можно не только посмотреть, детей и взрослых пускают посидеть в кабине.

## Массовые мероприятия
Парк принимает крупные регулярные мероприятия общенационального значения — например, Фракийский собор, фольклорный праздник выходцев из болгарских сёл эгейского побережья (Беломорская Фракия, болг. Беломорска Тракия). Собор обычно проводится в июне, для участия в нём прибывают фольклорные коллективы и делегации из многих населённых пунктов, число участников достигает тысячи, выступающих — трёхсот.

## Имущественные скандалы
В 2018 году парк оказался в центре скандала, когда представители партии ГЕРБ обвинили администрацию общины Кырджали в попытке разбить его на 26 участков и застроить. Резко против таких планов выступил областной управитель Никола Чанев: «Как гражданин и представитель государства я категорически против дробления территории и превращения её в строительную площадку». Из администрации ответили, что планов застройки нет: выделение участков из парка необходимо для возведения трансформаторной станции и оборудования открытых спортивных площадок согласно требований, которые предъявляются к современным футбольным стадионам. Главный архитектор Кырджали Делин Заптаров в качестве успешного сосуществования футбольной инфраструктуры и городского парка привёл в пример стадион клуба «Берое» в парке Аязмото в Стара-Загоре. Позже на брифинге в администрации общины и кмет Хасан Азис лично подтвердил, что планов застроить парк или его часть у администрации нет, на брифинге он рассказал о необходимости оборудования стадиона дополнительным выходом и запасной дорогой для доступа спасательных служб. В 2018 году местный футбольный клуб «Арда» занял первое место в третьей лиге и впервые за долгие годы перешёл во вторую профессиональную лигу Болгарского футбольного первенства.
Граждане часто выражают недовольство состоянием парка. Так, много лет администрация не может справиться с проблемой бытового мусора, который скапливается в парке.